# Ichneutica infensa
Ichneutica infensa là một loài bướm đêm trong họ Noctuidae.